# وليام أركيل
وليام جوسلين أركيل (بالإنجليزية: William Joscelyn Arkell)‏‏ (9 يونيو 1904 - 18 أبريل 1958) هو عالم أحفوريات وجيولوجي بريطاني، كان يعتبر رائدا في العصر الجوراسي خلال الجزء الأوسط من القرن العشرين. وهو حاصل على شهادة الماجستير والدكتوراه في العلوم، (جمعية لندن الجيولوجية، الجمعية الملكية).

## الطفولة
وُلد أركيل في هايوورث في ويلتشير، وهو الأصغر في عائلته التي تتكون من سبعة أفراد.
كان والده جيمس أركيل شريكًا في شركة أركيل للجعة. وكانت والدته لورا جين أركيل، فنانة ذات قدرة ملحوظة.
طور أركيل حبًا عميقًا للريف الإنجليزي منذ سن مبكرة، وربما اكتسبه من إجازات صيفية عائلية طويلة يقضيها في سواناج، دورست. تلقى تعليمه لاحقًا في كلية ولنجتون في باركشير، حيث تم التعرف على قدرته في التاريخ الطبيعي وكان قادرًا على تكريس وقت كبير لتطوير معرفته بهذا الموضوع. لقد كان فائزًا منتظمًا بالجائزة عن مقالاته عن التاريخ الطبيعي، والتي كان أحدها مقالاً عن دورست روبر. لقد نشر مجموعة من القصائد القصائد السبعة التي تعكس حبه للطبيعة والهواء الطلق.

## الحياة الدراسية

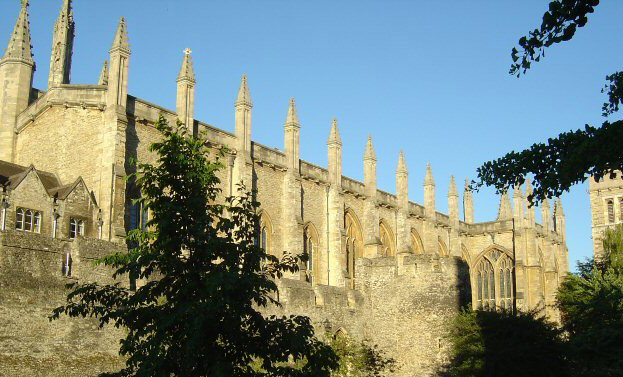
نيو كوليج، أكسفورد

في أكتوبر 1922، في المحاولة الثانية (بعد فشله بامتحان اللغة اللاتينية) تم قبول آركيل في الكلية الجديدة بأكسفورد. كان ينوي في البداية دراسة علم الحشرات، ولكن على الرغم من أنه درس من قبل جوليان هكسلي، قرر أن حياته المهنية تكمن في الجيولوجيا وعلم الأحفوريات. في عام 1925 تخرج مع مرتبة الشرف الأولى في الجيولوجيا. بقي في جامعة أكسفورد بعد حصوله على منحة بحثية من بورديت كوتس. تضمن بحثه موضوع التصنيف لذوات الصدفتين من أسرة الجوراسي المتأخر في إنجلترا. لهذا وغيرها من الأوراق عن العصر الجوراسي في جنوب إنجلترا، حصل على الدكتوراه في عام 1928.
أثناء إجراء بحث الدكتوراه، قضى أركيل أربعة مواسم شتوية (1926-1930) في التحقيق في الأدلة على بقايا الإنسان الحجري القديم في وادي النيل المصري بالتعاون مع جامعة شيكاغو. وكانت أربع دراسات بارزة نتيجة لهذا العمل.

## البحوث الجيولوجية

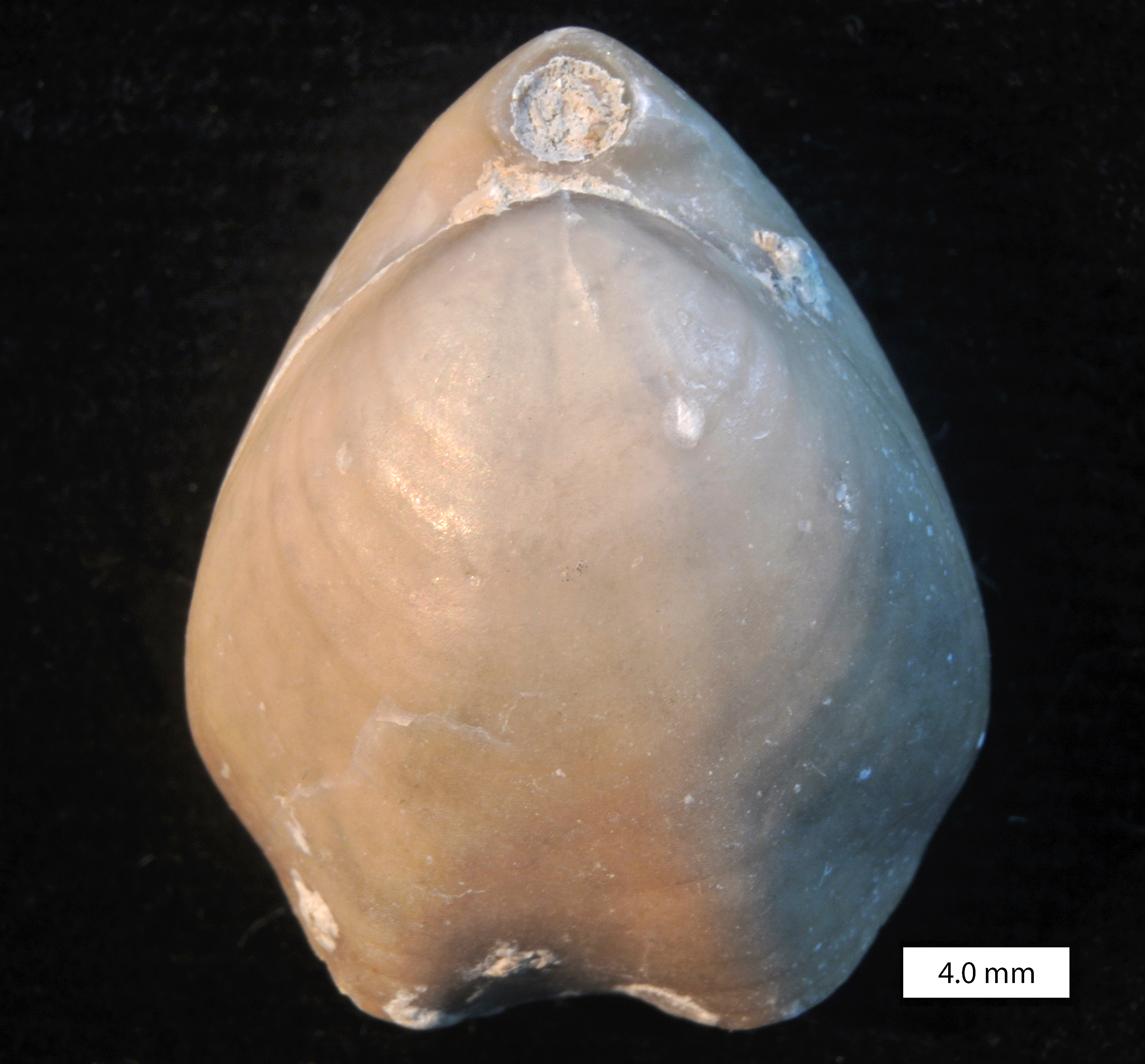
كيريريثيريس أركلي ألميراس، 1970

حصل أركيل على منحة دراسية في الجيولوجيا في الكلية الجديدة بأكسفورد في عام 1927 وأصبح زميلًا باحثًا أقدمًا في تلك الكلية في عام 1929. مع القليل من الواجبات التعليمية أو الإدارية التي يمكن التحدث عنها، تمكن آركيل من تكريس كل وقته تقريباً للبحث. وقد توج هذا بنشر كتاب النظام الجوراسي في بريطانيا العظمى عام 1933. حيث تمكن بهذا العمل (المؤلف من 681 صفحة) من فحص وتوحيد جميع الأعمال السابقة في العصر الجوراسي، بما في ذلك التكوينات التي وصفها ويليام سميث في الجيولوجيا البريطانية، في القرن التاسع عشر.
كما نشر أعمالًا موسعة حول رواسب الشعاب الجوراسية العليا (المرجان) في إنجلترا. كان خبيرًا في استخدام الحجر الجيري كمواد بناء، ونشر كتابًا عن أنواع مختلفة من الحجر الجيري المستخدم في مباني أوكسفورد. تم توضيح المصطلحات الغامضة التي يستخدمها عمال المناجم والمقالع في قاموسه للمصطلحات الصخرية. كان أركيل مهتمًا بالتاريخ التكتوني لجنوب إنجلترا خاصة فيما يتعلق بالأسرة المطوية في جزيرة بوربيك. ساهم في التقارير التي نشرتها هيئة المسح الجيولوجي البريطاني، وخاصة حول منطقة ويموث وبورتلاند.
قطعت الحرب العالمية الثانية بحثه في عام 1941 وعمل آركيل في وزارة النقل في لندن عندما كان قصف تلك المدينة في أشدها. في هذه الفترة، أصيب بمرض خطير، حيث قضى خمسة أشهر في المستشفى بعد إجراء عملية جراحية في الصدر.

## جامعة كامبريدج
بعد التسريح في نهاية الحرب، قبل أركيل زمالة بحث في كلية ترينيتي في كامبريدج، التي تشغل مكتبًا في متحف سيدجويك. في هذا الوقت، بدأ أركيل العمل على استخدام الأمونيت كمؤشرات أحفورية للمنطقة في الطبقات الجوراسية وأصبح الخبير الرئيسي في هذا المجال المتخصص.
ثم عزز أركيل معرفته بالعصر الجوراسي ونشر (جيولوجيا الجيوراسي في العالم) عام 1956.

## الحياة الشخصية
تزوج أركيل من روبي بيرسيفال عام 1929 واشترى منزلًا كبيرًا في كومنور، بالقرب من أكسفورد، قبل الانتقال إلى كامبريدج في عام 1949. كان لديهم ثلاثة أبناء، ولدوا بين عامي 1932 و1937. كما أنشأوا منزل عطلة في خليج رينجستيد في دورست. وكان أركيل ثريًا.

## صفاته
كان أركيل طويل القامة 6 قدم 4 بوصة (1.93 م) ولكن لم يكن بصحة جيدة. في خريف عام 1956 تعرض لسكتة دماغية شديدة وأصبح بعدها يعاني من الشلل الجزئي وازدواج الرؤية. كان هذا على حساب هوايته في الرسم بالألوان المائية. على الرغم من هذا، استمر تصميمه على مواصلة عمله والمراسلات في جامعة كامبريدج.

## الوفاة
تعرض لسكتة دماغية ثانية في 18 أبريل 1958 وتوفي بعد عدة ساعات.

## الجوائز والتكريم
حصل أركيل على شهادة الدكتوراه من جامعة أكسفورد في عام 1934. في عام 1944 حصل على ميدالية ماري كلارك طومسون من أكاديمية العلوم الوطنية بالولايات المتحدة. انتخب زميلا في الجمعية الملكية عام 1947. حصل آركيل على ميدالية ليل من الجمعية الجيولوجية في لندن عام 1949، وميدالية ليوبولد فون بوخ للجمعية الجيولوجية الألمانية في عام 1953.

## روابط خارجية
- وليام أركيل على موقع الموسوعة البريطانية (الإنجليزية)